# 드라간 스토이코비치
드라간 스토이코비치(세르비아어: Драган Стојковић, Dragan Stojković, 1965년 3월 3일~)는 세르비아의 전 축구 선수이자 현 축구 지도자로 현재 세르비아 축구 국가대표팀의 감독을 맡고 있으며 별명은 요정이라는 뜻의 Pixie(Пикси)이다.

## 경력
스토이코비치는 장기간에 걸쳐 유고슬라비아 축구 국가대표팀과 츠르베나 즈베즈다의 주장을 맡았던 선수로서, 유고슬라비아와 세르비아 축구 역사에 있어서 우수한 선수 중 하나로 간주된다. 유고슬라비아 리그에서 뛰던 시절에는 최우수 선수로 선정된 적도 있다.
UEFA 유로 1984, UEFA 유로 2000, 1990년 FIFA 월드컵, 1998년 FIFA 월드컵, 1984년 하계 올림픽, 1988년 하계 올림픽 등에 출전하였다.

## 수상 경력

#### 레드 스타 베오그라드
- 유고슬라브 퍼스트 디비전 : 1987–88, 1989–90
- 유고슬라브 컵 : 1989–90

#### 올림피크 마르세유
- 리그 1 : 1990-91

#### 나고야 그램퍼스
- 천황배 : 1995, 1999

#### 유고슬라비아
- 하계 올림픽 동메달 : 1984

#### 개인
- 유고슬라비아 리그 MVP : 1988, 1989
- 유고슬라비아 축구 올해의 선수 : 1988, 1989
- J리그 MVP : 1995
- J리그 올해의 팀 : 1995, 1996, 1999
- J리그 20주년 팀 : 2013
- 일본 축구 올해의 선수 : 1995
- FIFA 월드컵 올스타팀 : 1990
- 마르세유 110주년 드림팀 : 2010
- 세르비아 공화국 공로훈장 : 2022